# At Home with Amy Sedaris
At Home with Amy Sedaris é uma série de televisão do estilo humor absurdo. Apresentada por Amy Sedaris, foi lançada em 24 de outubro de 2017, no canal truTV. Como reconhecimento, foi indicada ao Primetime Emmy Awards 2019.

## Elenco

### Principal
- Amy Adams como ela mesma, Patty Hogg, Ronnie Vino e Nutmeg

### Recorrente
- Heather Lawless com Ruth
- Ana Fabrega como Esther
- Cole Escola como Chassie Tucker
- David Pasquesi como Tony
- Paul Dinello como Hercules e Barry Teabarry

### Convidado
- Paul Giamatti como Mr. Olgivey
- Todd Barry como Mr. Handley
- Josh Hamilton como Mr. Steiger
- Scott Adsit como Panos Sakos
- Nick Kroll como Randy Fingerling
- Callie Thorne como Dr. Claire Shanks
- John Early como Russell
- Stephen Colbert como ele mesmo
- Rachel Dratch como Florence Chervil
- Chris Elliott como Rich Uncle
- Jonathan Hadary como Sully
- Christopher Meloni como Ranger Russell Biscuit
- Jane Krakowski como ela mesma
- Neil Patrick Harris como ele mesmo
- Darrell Hammond como Jacob
- David Costabile como Clarence
- Aidy Brynat como Mulaak
- Justin Theroux como Col. Cary Commander
- Peter Serafinowicz como Turtleneck Man
- Dale SOules como Delta Mung
- Sasheer Zamata como Ms. Stern
- Michael Shannon como Julien Penderel
- Michael Stipe como ele mesmo
- Matthew Broderick como Cliff Witt
- Bridget Everett como Teresa